# جيمس بيتس
جيمس بيتس (بالإنجليزية: James Bates)‏ هو موزع أمريكي، ولد في 16 نوفمبر 1952 في بيتسبرغ في الولايات المتحدة، وتوفي بنفس المكان في 4 أبريل 2014.